# Schloss Wildberg (Messern)
Schloss Wildberg, früher auch Burg Wildberg, ist ein Schloss hoch über dem Taffatal in der niederösterreichischen Gemeinde Irnfritz-Messern, nordwestlich von Horn.
Die erste urkundliche Erwähnung der Burg Wiltperch stammt aus dem 12. Jahrhundert. Die Burg gehörte den Herren von Wildperch, vermutlich einer Zweiglinie der Grafen von Poigen.
Nach Erlöschen des Mannesstammes der Hohenburg-Wildberg gelangte die Burg Anfang des 13. Jahrhunderts als landesfürstliches Lehen an die Grafen von Vohburg, Parteigänger der Staufer. Dann kam sie an die Herren von Maissau. Die Herren von Puchheim, die ab 1432 im Besitz der Burg Wildberg waren, bauten diese zu einem wehrhaften Schloss aus, das auch während der Wirren des 17. Jahrhunderts als Zufluchtsort diente. Ende des 16. Jahrhunderts errichteten sie hier eine Druckerei für evangelische Schriften und bauten die Burganlage zu einem Renaissanceschloss um. Die Druckerei machte Wildberg im Zusammenhang mit dem Horner Bund zu einem Mittelpunkt des niederösterreichischen Protestantentums. Unter den zahlreichen im Schloss gedruckten Traktaten entstand 1586 auch die Schrift des Schlosspredigers Johann Tettelbach von Karlstein: „Christlich Bekäntnis Einhelliger Consens, Bedenken und Ratschläge.“
Vielfache Um- und Ausbauten während des 16. und 17. Jahrhunderts haben von der mittelalterlichen Anlage nur das Grundgemäuer belassen. Sehenswert sind der Palas, die Rauchküche und die Schmiede.
Zu Beginn der Rekatholisierung in Niederösterreich wurde nach 1620 den Herren von Puchheim das Schloss Wildberg enteignet und kam an die katholischen Freiherren von Traun; vom 18. bis zum 20. Jahrhundert gehörte es zur Grundherrschaft des Stiftes Altenburg. Im 20. Jahrhundert wurde es mit Unterstützung des Denkmalamtes vom Burg- und Schlösser-Erhaltungsverein Wildberg-Kaja teilrestauriert. Es wurde geplant, in dem z. T. noch desolaten weitläufigen Gebäudekomplex Ausstellungen zu veranstalten. Heute ist Schloss Wildberg in Privatbesitz und für die Öffentlichkeit nicht zugänglich.

## Wappenschloss
Schloss Wildberg wird gelegentlich auch als „Wappenschloss“ bezeichnet, da die Grafen von Hohenburg-Wildberg einen rot-weiß-roten Bindenschild als Wappen führten. Einzelne Historiker sind der Meinung, dass darauf der ab dem 13. Jahrhundert von den Babenbergern verwendete rot-weiß-rote Bindenschild zurückgeht, der später von den Habsburgern übernommen wurde und Ursprung der heutigen Nationalfarben Österreichs ist.